# Ładne
Ładne – wieś w Polsce, położona w województwie kujawsko-pomorskim, w powiecie włocławskim, w gminie Włocławek.
W latach 1975–1998 wieś administracyjnie należała do województwa włocławskiego.
W XIX wieku wieś była zamieszkiwana przez ludność pochodzenia niemieckiego. Zachowały się pozostałości cmentarza ewangelicko-augsburskiego z lat 1900–1920.
Według Narodowego Spisu Powszechnego (III 2011 r.) liczyła 160 mieszkańców. Jest czternastą co do wielkości miejscowością gminy Włocławek.